# موجودی از باتلاق سیاه (پین‌بال)
موجودی از باتلاق سیاه (پین‌بال) (انگلیسی: Creature from the Black Lagoon (pinball)) یک بازی ویدئویی برای سکو‌های است که توسط توسعه و نشر پیدا کرده است.